# Psychoda terlinoculata
Psychoda terlinoculata är en tvåvingeart som beskrevs av Quate 1965. Psychoda terlinoculata ingår i släktet Psychoda och familjen fjärilsmyggor. Inga underarter finns listade i Catalogue of Life.